# Nina & Mike
Nina & Mike est un duo allemand de schlager composé de Michaela Hennemann (née le 19 juin 1945 à Halle-sur-Saale, morte le 7 avril 2005 à Wilhelmshaven) et de Lothar Schähfer (né le 14 janvier 1944 à Mannheim, mort le 16 juillet 2015 dans la même ville).

## Histoire
Michaela Hennemann et Lothar Schähfer se rencontrent en 1963. Mike est le guitariste d'un groupe que Nina intègre en tant que chanteuse. Peu de temps après, ils se marient et ont ensuite deux fils, Ralph et Frank. Le duo commence sa carrière en 1966. Il sort sous le nom de Joe & Jenny un premier single, Alle jungen Leute.
En 1969, ils sortent deux autres singles sous le nom de Michaela & Lothar (Sha-la-la-la-la et Himmelblaue Sommerliebe). Puis ils sont découverts dans l'émission de la ZDF Showchance. Ils reçoivent un contrat d'enregistrement de Jack White et éditent en 1970 Lola, une reprise germanophone de The Kinks, le premier single sous le nom de duo Nina & Mike. La chanson n'a pas de succès. Le duo accorde plus d'attention pour la reprise en 1972 de la chanson In the year 2525 de Zager and Evans. Cependant il s'éloigne du propos apocalyptique de l'original pour une simple chanson d'amour. En 1973 Rund um die Welt geht das Lied der Liebe atteint le top 20 du hit-parade allemand. La même année, ils réalisent leur plus grand succès commercial avec Fahrende Musikanten qui est dans les meilleures ventes pendant 25 semaines, atteignant la cinquième place. On les voit régulièrement lors de nombreux concerts et apparitions télévisées (dont plus de 30 apparitions dans le ZDF-Hitparade). En 1974, le duo reçoit le Goldene Europa de la part de la Saarländischer Rundfunk. Avec le titre Paloma Blanca, reprise allemande du tube éponyme de George Baker Selection, ils réalisent un deuxième titre dans le top 10. Nina & Mike est avec Cindy & Bert le duo schlager qui a le plus de succès dans les années 1970.
Nina & Mike participent à la sélection allemande pour le concours Eurovision de la chanson 1976 avec Komm geh’ mit mir et prennent la quatrième place. La même année, Michaela Hennemann et Lothar Schähfer divorcent mais continuent à travailler ensemble dans l'industrie de la musique. Après avoir terminé sa collaboration avec Jack White, Peter Orloff devient le manager du duo.
En 1979, le couple acquiert une boîte de nuit à Ludwigshafen qu'il dirige jusqu'en 1991. Au Boa!, il accueille d'autres chanteurs comme Wolfgang Petry, Jürgen Drews, Christian Anders ou Jürgen Marcus.
En 1993, Nina & Mike prennent Peter Dörr comme nouveau producteur. En 1999, ils reviennent vers Peter Orloff qui leur fait reprendre un titre d'ABBA en allemand Ich leb’ im Traum et Santo Domingo de Wanda Jackson.
En 2003, Nina & Mike sont brièvement sous contrat avec VanDango Media. En 2005, Nina et Mike veulent célébrer leur 35e anniversaire, mais Nina décède le 7 avril 2005 à l'âge de 59 ans d'un cancer du poumon dans une clinique de Wilhelmshaven. Après la mort de Nina, Mike tombe dans la dépression et l'alcoolisme. En 2013, il subit un grave accident vasculaire cérébral qui le laisse dans une paralysie demi-latérale. À sa mort en 2015, Mike est enterré à côté de Nina dans le cimetière de Käfertal, un quartier de Mannheim.

## Discographie
Au cours de sa carrière, Nina & Mike enregistrent une dizaine d'albums et plus de soixante singles.
Albums
- 1974 : Rund um die Welt mit Nina & Mike
- 1975 : Paloma Blanca
- 1976 : Die großen Erfolge
- 1976 : El Paradiso
- 1982 : Unser Lied
- 1989 : Amore Mio
- 1990 : Lieder der Liebe
- 1991 : Sonne, Meer und 1000 Palmen
- 1993 : Fahrende Musikanten
- 1995 : Nimm Dir Zeit für die Liebe
- 1995 : 25 Jahre Nina & Mike – Unsere größten Erfolge
- 2000 : Bis wir uns wiedersehen
- 2000 : So ist das Leben
- 2000 : 30 Jahre Nina & Mike
- 2003 : Weihnachten mit Nina & Mike
- 2005 : Ihre großen Erfolge

Singles
- 1966 : Alle jungen Leute
- 1969 : Sha-la-la-la-la
- 1969 : Himmelblaue Sommerliebe
- 1970 : Lola
- 1970 : Du bist eine Show
- 1971 : Was wird sein in sieben Jahren
- 1972 : Ketten, Mauern und Stacheldraht
- 1972 : Ich und du und ein Hund dazu
- 1973 : Sweet America
- 1973 : Rund um die Welt geht das Lied der Liebe
- 1973 : Fahrende Musikanten
- 1974 : Schenk mir ein Leben mit dir
- 1974 : Kinder der Sonne
- 1975 : Ein Haus, in dem die Liebe wohnt
- 1975 : Paloma Blanca
- 1975 : Das Lied der Liebe
- 1976 : Komm geh mit mir
- 1976 : El Paradiso
- 1977 : Die glorreichen Zwei
- 1977 : Ein Vagabund liebt seine Welt
- 1977 : Wir tanzen alle Big Bamboo
- 1978 : Ein paar Dollar mehr
- 1978 : Sommer auf Trinidad
- 1979 : Rückflug-Ticket auf den Mond
- 1979 : Ich käm am liebsten zu Dir durchs Telefon
- 1980 : Aloha-Oe, bis wir uns wiedersehen
- 1980 : Caribian Disco show
- 1981 : Unser Lied
- 1982 : Schau mal herein
- 1983 : No me hables
- 1986 : In den Sommer fliehn
- 1987 : Amore Mio
- 1988 : Mit dem Südwind um die Welt
- 1988 : San Angelo
- 1989 : Heute Nacht und für immer
- 1989 : Der Stern von Montego
- 1990 : Fernando’s Bodega
- 1991 : Der Wein von Samos
- 1993 : Herzblatt – Gesucht von Steinbock
- 1994 : Sag doch take it easy zum Leben
- 1995 : Komm steig mal aus
- 1996 : Pferdeschwanz und Petticoat
- 1996 : Mi Amor
- 1998 : Das ist Klein-Italien
- 1999 : Heut steigt bei uns ne Riesenparty
- 2000 : Ich leb' im Traum
- 2000 : Probier's doch mal mit Musik
- 2001 : Denn man sieht vor lauter Bäumen...
- 2002 : Weil wir beide uns gut verstehen
- 2002 : Santo Domingo
- 2003 : Reggae Nights
- 2003 : Sommer, Sonne und Trinidad
- 2004 : Komm sei stark
- 2004 : Er wollte wie Picasso sein
- 2005 : Nina, danke für alles (Mike solo)

## Source de la traduction
- (de) Cet article est partiellement ou en totalité issu de l’article de Wikipédia en allemand intitulé « Nina & Mike » (voir la liste des auteurs).